# Vivien LaFleur
Vivien LaFleur (* 1. Juni 1989 in Berlin) ist eine deutsch-US-amerikanische Schauspielerin und Unternehmerin.

## Leben und Karriere
LaFleur wuchs in Berlin-Neukölln auf. Sie wurde im Alter von 17 Jahren vom Regisseur Martin Theo Krieger für seinen Kinofilm Beautiful Bitch entdeckt, in dem sie die Rolle der Isabell übernahm. Seitdem stand LaFleur sowohl für TV-Produktionen als auch für Kinofilme vor der Kamera.
2021 gründete LaFleur Xia Pleasure Objects, ein feministisches Unternehmen für Sextoys.

## Filmografie (Auswahl)
- 2007: Beautiful Bitch (Kinofilm)
- 2015: Armans Geheimnis (Fernsehserie, 3 Folgen)
- 2018: Familie Dr. Kleist (Fernsehserie, 1 Folge)
- 2019: Die Spezialisten – Im Namen der Opfer (Fernsehserie, 1 Folge)
- 2019: Der Bulle und das Biest (Comedy-Serie, 1 Folge)
- 2020: Frau Jordan stellt gleich (Fernsehserie)
- 2022: Klima retten für Anfänger (Fernsehfilm)
- 2023: Her Seye Ragmen

## Hörspiele (Auswahl)
- 2009: Jörg Buttgereit: Sexmonster (Jenny, Passant) – Regie: Jörg Buttgereit (Original-Hörspiel – WDR)

Quelle: ARD-Hörspieldatenbank